# Ettore Milano
Ettore Milano   (San Giuliano Nuovo, 25 de juliol de 1925 - Novi Ligure, 21 d'octubre de 2011) va ser un ciclista italià que fou professional entre 1949 i 1958. Durant molts anys va ser gregari de Fausto Coppi a l'equip Bianchi. Va aconseguir poques victòries com a professional, destacant una etapa al Giro d'Itàlia de 1953. En retirar-se passà a desenvolupar tasques de director esportiu en diferents equips italians, Carpano, Tricofilina-Coppi, Sanson i Zonca, fins al 1979.

## Palmarès
- 1948
  - 1r a la Coppa Andrea Boero
- 1953
  - Vencedor d'una etapa al Giro d'Itàlia
- 1956
  - 1r a Vallorbe

### Resultats al Giro d'Itàlia
- 1949. 27è de la classificació general
- 1950. 51è de la classificació general
- 1951. 29è de la classificació general
- 1952. 44è de la classificació general
- 1953. 27è de la classificació general. Vencedor d'una etapa.
- 1954. 41è de la classificació general
- 1955. 58è de la classificació general
- 1956. Abandona

### Resultats al Tour de França
- 1949. 51è de la classificació general
- 1951. 52è de la classificació general
- 1952. 51è de la classificació general